# アニー・ロラーク
アニー・ロラーク（英: Ani Lorak、宇: Ані Лорак、日本語ではロラック表記も見られる。出生名カロリーナ＝ミロスラヴィヴナ＝クエク）はウクライナの歌手。ウクライナ人民芸術家の称号を授与され、ウクライナで最も影響力があり人気のある女性の一人とされていた。東欧で最も美しい女性の一人としてもランク付けされている。2014年、ウクライナ歌手の中で最高収入を記録した。
2008年のユーロビジョン・ソング・コンテストで『Shady Lady』を歌い、ロシアの歌手ディマ・ビランの『Believe』に次ぐ2位となったロラークは旧ソ連の外でもかなりの名声を得るようになった。2018年、彼女はZD賞の年間最優秀歌手となった。
ロラークは2022年ロシアのウクライナ侵攻後もロシアで働き、暮らし続けたため、ウクライナ政府から制裁を受けた。また、彼女に与えられたウクライナ国家栄誉のすべてを剥奪され、5年間入国禁止となった。ロラークは2024年初頭にロシア国籍を申請したと報じられている。

## 若年期と家族
ロラークは厳しい幼少期を過ごし、それが後に彼女の性格を形成したと述べている。本名カロリーナはウクライナ西部のチェルニウツィー州のキツマンという地方都市で生まれた。彼女はウクライナの英雄、歌手で作曲家のヴォロドィームィル・イヴァシュークと同じ家に住んでいた。（イヴァシューク家がキツマンから引っ越すことを決めた後、カロリーナの母方の祖父がその家を購入していた。）ジャーナリストとアナウンサーだった両親はカロリーナが生まれる前に別れていたが、母親はカロリーナが生まれたときに父親の姓を与えることを選んだ。ウクライナ語を母国語として話すカロリーナは、シングルマザーに育てられることになった。
カロリーナは4歳の頃から歌手になりたいという思いを膨らませ、学校の様々な歌唱コンテストにしばしば出場した。子供の頃は、当時人気があったアーラ・プガチョワやラリサ・ドリーナなどのロシア歌手の歌をよく聴いていた。
キツマンで数年間暮らした後、家族はチェルニウツィーに移り、そこで極貧生活を送っていた。母親が子供達を養い続けられなかったため、カロリーナが6歳から7年生まで、兄弟とチェルニウツィーの里親宅に預けられた。長男のセルヒーは9歳のカロリーナと二人の兄弟を里親の家から引き取るお金を得るため、アフガニスタン紛争に従軍し、戦闘中に亡くなった。セルヒーは彼女の音楽的才能を最初に見抜いた人物でもあった。後に、家族はチェルニウツィーのアパートを与えられたが、カロリーナは貧しい家庭環境のせいで、新しい学校でひどいいじめを受けた。

## キャリア

### 1992–1998: ウクライナでの初期の活動とファーストアルバム
1992年、13歳のとき、彼女はチェルニウツィーの歌唱コンテスト「Pervotsvit」に参加し、優勝した。そこで、最初のプロデューサーとなるユーリ・ファリョサと出会い、15歳で10年間のプロ契約を結んだ。その期間中、契約上の義務として、結婚や出産は許されなかった。
カロリーナは、1995年3月以降、ロシアのチャンネル1で人気の子供向け音楽テレビ番組『モーニングスター』に参加して以来、アニー・ロラークとして知られるようになった。彼女はカロリーナという名義で出演するつもりだったが、当時ロシアには同じ名前の有名歌手が別にいたため、「カロリーナ」を逆から読んだ「アニー・ロラーク」という芸名が作られた。
『モーニングスター』に参加した後、ロラークはウクライナで人気が出始めた。1995年の夏、セヴァストポリとシンフェロポリで開催されたチェルヴォーナ・ルータ・フェスティバルの受賞者の一人となり、これがウクライナ芸能界における彼女の決定的な躍進につながった。その年の後半にキーウに移り、ファーストアルバムのレコーディングを開始した。彼女は1996年にウクライナの人気音楽祭「タブリア・ゲームズ」で新人賞に選ばれた。同年、初のロシア語アルバム『Khochu letat（私は飛びたい）』をリリースした。
ロラークは1997年も新曲のレコーディングを続けた。二つのビデオ『Manekenschitsa』と『Bozhe moy』が撮影され、後者は映画『The Right to Choose』のサウンドトラックとなった。1998年の春には、新しいビデオ『Ya vernus』が撮られ、12月にはニ枚目のロシア語アルバム『Ya vernus』がリリースされた。このアルバムのマスタリングはニューヨークで行われた。同時に、二つのミュージックビデオ『O moya lyubov』と『Dozhdlivy gorod』が撮影された。

### 1999–2005: ウクライナ名誉芸術家、ウクライナ語のアルバム、ユーロビジョン初挑戦
1999年の初めに、ロラークは初の大規模な国際ツアーを開始し、米国、フランス、ドイツ、ハンガリー、そしてウクライナの主要都市で公演を行った。同年、ウクライナ名誉芸術家の称号を獲得した。イゴール・クルトイと出会い、クルトイは彼女のために『Zerkala』という曲を書き、ロシアでの人気に火を付けた。
2000年、ファリョサをメインプロデューサーとして『www.anilorak.com』というタイトルの3枚目のアルバムをリリースした。このアルバムにはロシア語、ウクライナ語、英語の曲が収録されている。1年後、彼女は再びウクライナ語で歌い、4枚目のアルバム『Tam, de ty ye...』をリリースした。その後、2004年にウクライナ語の2枚目のアルバム『Ani Lorak』がリリースされたが、このアルバムには2000年のアルバムとほぼ同じ曲が収録されている。2004年から2005年にかけて、アニー・ロラークはウクライナの HIV/AIDS国連親善大使を務めた。
2005年、ユーロビジョン・ソング・コンテストに初登場し、母国のキエフで歌うことはほぼ確実だったが、結局選ばれなかった。2005年国内予選の優勝者 (グリーンジョリー) が他の決勝進出者と異なり、15ある予選会を勝ち上がることなく、後から追加されたため、ロラークの僅差の敗北は物議を醸した。しかし、彼らの曲『Razom nas bahato』は、オレンジ革命の直後だった当時、より大きな社会的インパクトを持っていた。ロラークは『A Little Shot Of Love』という曲でウクライナ全国大会決勝で2位に輝いた。その後、最初で唯一の英語アルバム『Smile』をリリースした。

### 2006–2012: プロデューサーの変更、ユーロビジョン2008

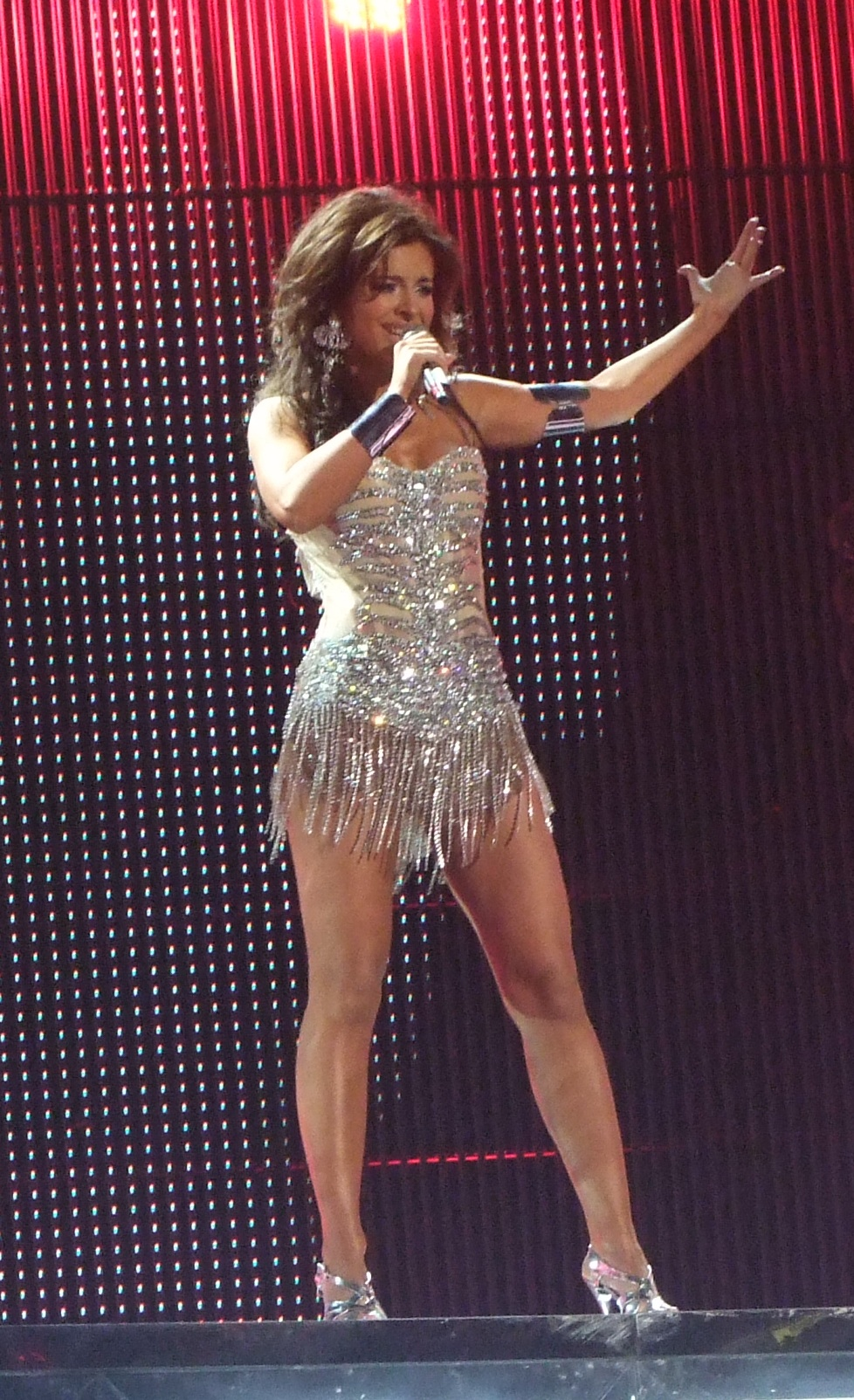
ユーロビジョン・ソング・コンテスト2008の準決勝、ベオグラードで歌うロラーク

2006年には、9枚目のアルバム『Rozkazhi』がリリースされたが、これも全てウクライナ語だった。アルバムのリリース後まもなく、ロラークはファリョサとの契約を解消し、新プロデューサーのコンスタンティン・メラゼと仕事を始めた。同年、コンスタンティンの兄弟ヴァレリー・メラゼとのデュエット曲をリリースし、これがロシアで初のラジオヒットとなった。2007年、彼女はアルバム『15』でアーティスト活動15周年を祝った。このアルバムは英語の一曲を除いてすべてロシア語。しかし、メラゼとのコラボレーションはすぐに頓挫し、ロラークはプロデューサーを失った。
2007年、友人であり同僚のフィリップ・キルコロフは、ベラルーシのユーロビジョン2007のプロデュースを成功させ、2008年にベオグラードで開催されるユーロビジョンでもロラークと組むことになった。2007年後半、ウクライナ国営放送（英語: Suspilne）がユーロビジョンで国を代表するアーティストとしてロラークを内部的に選出し、一般市民と審査員が曲を選ぶことが発表された。これは、2021年にGo_Aが内部選出される前に、国が行った3回目の内部選出だった。2008年2月23日、特別ショーで5つの候補曲を披露した。カレン・カヴァレリアンとフィリップ・キルコロフが書いた『Shady Lady』が圧倒的な差で選ばれた。
その後すぐ、ユーロビジョンの曲『Shady Lady』のロシア語バージョンを『S neba v nebo』というタイトルで録音した。一年前のドミトリー・コルドゥンと同様に、ロラークは大規模なプロモーションキャンペーンを行い、マルタ、ロシア、ブルガリア、スペイン、ドイツなどの国々を訪問して曲を披露した。2008年ベオグラードでのユーロビジョンでは、2008年5月23日に行われた準決勝で『Shady Lady』を歌い、決勝に進出した。決勝でディマ・ビランに次ぐニ位となり、ウクライナにニ回連続の準優勝と史上三番目に高いスコアをもたらした。イタリア人デザイナーのロベルト・カバリは、ロラークのパフォーマンスのためにスワロフスキー・ダイヤモンドが使われた豪華な衣装をデザインした。ギリシャ人の振付師フォカス・エヴァンジェリノスは、4人のダンサーが加わるショーをデザインした。決勝前に、ロラークは過去の優勝者の中で最多得票で、芸術賞を受賞した。
ユーロビジョンでニ位となり、ロラークは新たなスターとしてウクライナに戻った。彼女とフィリップ・キルコロフはウクライナ人民アーティストの称号を与えられた。1992年にキャリアが始まったチェルニウツィーでは、市の中心部にあるスター歩道に星が刻まれた。
2009年、10枚目のアルバム『Solntse』をリリースした。これは、ユーロビジョンでのプロデュースも手掛けたYuliia_Kyryliukがプロデュースした。このアルバムは、それまでで最も成功した作品となった。2009年10月、ロラークはウクライナの雑誌「フォーカス」の専門家がまとめた「ウクライナで最も影響力のある女性」トップ100で41位にランクされた。
2010年、『The Best』というコンピレーションアルバムをリリースした。当時、彼女はほぼロシア語のみでリリースを続け、ロシア語圏の国々で公演を行っていた。

### 2013–2017: ロシア公演への批判、カロリーナ・ツアー

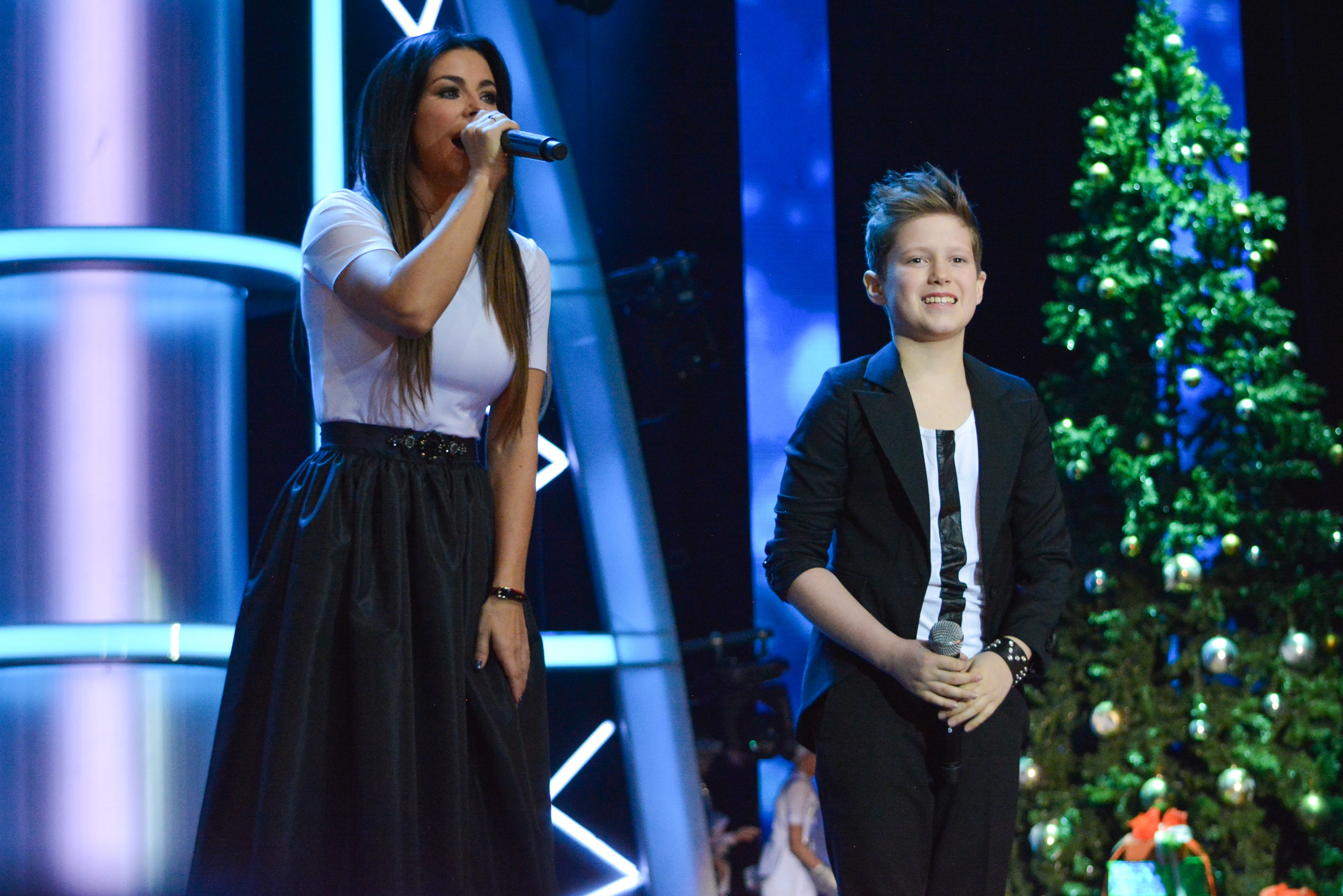
2014年の公演

2013年、ギリシャで、コントポロスとともに14枚目のアルバム『Zazhigay serdtse』を制作した。ダイアナ・ゴールドとルスラン・クヴィンタもアルバムに数曲を書いた。2014年3月から6月まで、オーディション番組『Holos Krainy』の第4シーズンでコーチを務めた。このシーズン中、彼女はミキタ・アリエキエフを指導し、彼のキャリアのスタートも手伝った。
クリミア併合とドンバス戦争の後も、ロラークはロシアで公演を続け、政治家やウクライナ社会の一部から厳しい批判を浴びた。2014年にオデーサとキーウで行われたコンサート、2014年11月、ウクライナ宮殿でのコンサート会場の前に抗議者が集まった。その後、オデーサでのコンサートは中止となった。
ロラークがテレビ局インテルの新年番組に出演した際、ソーシャルメディア上で厳しい批判にさらされた。チェルニウツィーのスター歩道にある彼女の星は、最初「プーチン・フイロ!」と落書きされ、2015年1月29日から30日の夜に盗まれた。2015年5月、チェルニウツィー市議会はロラークの星を復活させないことを決定した。
一方、ロラークはロシアで大きな商業的成功を収め、歌手グリゴリー・レプスと『Ukhodi po-angliyski』や『Zerkala』などいくつかのデュエットを披露し、ロシアのラジオチャートで好成績を収めた。2016年末、次のロシア語アルバム『Razve ty lyubil?』をリリースした。2017年には、「Karolina」ツアーでロシアを巡った。

### 2018–現在:DIVAツアー、The BEST
2018年の初めに、「DIVA」ツアーを開始し、音楽評論家から好評を博した。ツアーのライブアルバムと映像は2020年にリリースされた。2018年秋、ロシアのコンテスト番組『The Voice』の第7シリーズでコーチに就任した。
2019年8月、記念コンサートツアー「THE BEST」を開始。2019年後半、12枚目のスタジオアルバム『Za mechtoy』をリリースした。このアルバムでは、ほとんどの曲を彼女自身が書き下ろした。
2021年、ロシア1のテレビ番組『Sud’ba cheloveka』に出演し、珍しく私生活とキャリアについて話した。
彼女は2022年ロシアのウクライナ侵攻に公然と反対することはなかったが、戦争について（おそらく）公に言及したのは、2023年元旦にインスタグラムに（ウクライナ語で）「弟が地下室で爆弾の音を聞きながらジャックダニエルを飲まされた」と書いたときだけだった。
2023年4月、彼女は戦争について「この状況」という言葉を使い、「自分の人生を生き、子供の世話をし、生計を立てる」ため「それに注意を払わない」立場を選んだと述べた。ウクライナでは、生ぬるく遅い対応とロシアでの活動継続について激しく批判された。ウクライナでのこの反応が「ウクライナは私の魂の中にあるから」傷ついたと彼女は述べた。侵攻後にウクライナ軍に寄付をしているという噂を公に否定し、その噂は「明らかな中傷、操作」であり、「軍事的必要性のために軍を助けることはできない」と述べた。
2023年9月、モスクワでコンサートを開催し、その収益の一部はウクライナのロシア占領地域からウクライナ児童の拉致を支援する基金に送られた。

## ベンチャー・ビジネス
2005年、アニー・ロラークと婚約者のムラトは、キーウの中心部に地中海料理レストラン「エンジェル ラウンジ」をオープンした。 。2009年にはムラトが勤務する会社「ターテストラベル」の子会社としてウクライナの旅行代理店「ホリデートラベル」をオープンした。2010年、ロラークはオリフレームと広告契約を結んだ。いくつかのカタログに参加し、「アニー・ロラークのシフォン」という新しい香水を開発した。
2011年、ロラークはウクライナで5番目に裕福な歌手と発表され、その年の彼女のチームの収入は235万ドルに達した。通常の出演料は1コンサートあたり2万5千ドルから4万ドルである。

## 私生活
ロラークは2009年から2019年までトルコのホテルマネージャー兼旅行代理店業を営むMurat Nalçacıoğluと結婚していた。2011年6月9日、娘ソフィアを出産した。

## 慈善活動
ロラークは慈善活動に多くの時間を費やしている。2004年から2005年にかけて、ウクライナのHIV/AIDSに関する国連親善大使を務めた。ウクライナのユニセフと国連は、ウクライナのHIV陽性市民への支援と援助に対してロラークを表彰した。2005年、「ウクライナの国際的権威の強化、高い専門性、素晴らしい創作業績、慈善活動、騎士道の理想への忠実さ」に対して、聖スタニスラフ勲章四等と士官十字章を授与された。

## 制裁
2022年10月19日、アニー・ロラークはウクライナの制裁リストに追加され、2027年まで入国が禁止された。

## アルバム

### スタジオ・アルバム
| タイトル                              | 詳細                                                                                                  | ゴールドディスク | 売上          |
| ------------------------------------- | --- | ---------------- | ------------- |
| Khochu letat (I Want To Fly)          | - リリース: 1996 - レーベル: Holy Music • NAC - メディア: カセット, CD                                | —                | —             |
| Ya vernus (I'll Be Back)              | - リリース: December 1998 - レーベル: Soyuz-Ukraina - メディア: カセット, CD                          | —                | —             |
| Tam, de ty ye (There Where You Are)   | - リリース: 18 December 2001 - レーベル: RG Music - メディア: カセット, CD                            | - UKR: Gold      | - UKR: 50,000 |
| Ani Lorak                             | - リリース: 6 March 2004 - レーベル: Lavina Music - メディア: カセット, CD                            | - UKR: Gold      | - UKR: 50,000 |
| Smile                                 | - リリース: 30 September 2005 - レーベル: Lavina Music - メディア: カセット, CD                       | —                | —             |
| Rozkazhy (Tell Me)                    | - リリース: 8 May 2006 - レーベル: Lavina Music - メディア: カセット, CD                              | - UKR: Gold      | - UKR: 50,000 |
| 15                                    | - リリース: 24 October 2007 - レーベル: Lavina Music - メディア: カセット, CD                         | —                | —             |
| Solntse (The Sun)                     | - リリース: 6 May 2009 - レーベル: Moon • CD Land - メディア: CD, DVD, ダウンロード販売               | —                | —             |
| Zazhigay serdtse (Fire Up Your Heart) | - リリース: 22 September 2013 - レーベル: Moon • United Music Group - メディア: CD, レコード, Digital | —                | —             |
| Razve ty lyubil (Did You Love Me)     | - リリース: 1 October 2016 - レーベル: United Music Group - メディア: CD, ダウンロード販売            | —                | —             |
| Za mechtoy (For The Dream)            | - リリース: 10 October 2019 - レーベル: Warner Music Russia - メディア: ダウンロード販売              | —                | —             |
| Ya zhiva (I'm Alive)                  | - リリース: 12 November 2021 - レーベル: Warner Music Russia - メディア: ダウンロード販売             | —                | —             |

### ライブ・アルバム
| Title    | Details                                                                               |
| -------- | ------------------------------------------------------------------------------------- |
| Karolina | - リリース: 2 June 2015 - レーベル: Moon - メディア: CD, ダウンロード販売             |
| Diva     | - リリース: 12 April 2020 - レーベル: United Music Group - メディア: ダウンロード販売 |

### コンピレーション・アルバム
| Title                  | Details                                                                   |
| ---------------------- | ------------------------------------------------------------------------- |
| www.anilorak.com       | - リリース: 18 May 2000 - レーベル: Rostok - メディア: カセット, CD       |
| The Best               | - リリース: August 2010 - レーベル: Moon - メディア: CD, ダウンロード販売 |
| Izbrannoye (Favourite) | - リリース: 15 August 2011 - レーベル: Gala Records - メディア: CD, DVD   |

### リミックス・アルバム
| Title                          | Details                                                                  |
| ------------------------------ | ------------------------------------------------------------------------ |
| Mriy pro mene (Dream About Me) | - リリース: 31 May 2003 - レーベル: Lavina Music - メディア: カセット,CD |

### ビデオ・アルバム
| Title                               | Details                                                      |
| ----------------------------------- | ------------------------------------------------------------ |
| Tam, de ty ye (There Where You Are) | - リリース: 2003 - レーベル: Lavina Music - メディア: VHS    |
| Solntse (The Sun)                   | - リリース: 20 January 2011 - レーベル: Moon - メディア: DVD |
| Karolina                            | - リリース: 1 November 2014 - レーベル: Moon - メディア: DVD |

## 楽曲

### シングル
| 年                                                   | タイトル                                  | チャート最高位 | チャート最高位 | チャート最高位 | チャート最高位 | チャート最高位 | ゴールドディスク | アルバム               |
| 年                                                   | タイトル                                  | UKR            | GRE            | LAT            | RUS            | SWE            | ゴールドディスク | アルバム               |
| ---------------------------------------------------- | ----------------------------------------- | -------------- | -------------- | -------------- | -------------- | -------------- | ---------------- | ---------------------- |
| 2006                                                 | "100 Kisses" (with Oleksandr Ponomariov)  | —              | —              | —              | —              | —              |                  | 未収録                 |
| 2007                                                 | "Let Me Go (Car Song)" (feat. Starlovers) | —              | —              | —              | —              | —              |                  | 未収録                 |
| 2008                                                 | "Shady Lady"                              | —              | 2              | —              | —              | 57             |                  | Solntse                |
| 2009                                                 | "Увлечение" (with Timur Rodriguez)        | —              | —              | 25             | —              | —              |                  | The Best               |
| 2013                                                 | "Оранжевые сны"                           | 1              | —              | —              | 43             | —              |                  | Zazhigay serdtse       |
| 2013                                                 | "Забирай"                                 | 5              | —              | —              | 29             | —              |                  | Razve ty lyubil        |
| 2013                                                 | "Зеркала" (with Grigory Leps)             | 1              | —              | —              | 17             | —              |                  | Razve ty lyubil        |
| 2013                                                 | "Снится сон"                              | —              | —              | —              | —              | —              |                  | 未収録                 |
| 2014                                                 | "Медленно"                                | 1              | —              | —              | 22             | —              |                  | Razve ty lyubil        |
| 2014                                                 | "Балада про мальви"                       | —              | —              | —              | —              | —              |                  | 未収録                 |
| 2014                                                 | "I'm Alive"                               | —              | —              | —              | —              | —              | - GRE: Platinum  | Solntse                |
| 2015                                                 | "Корабли"                                 | 3              | —              | —              | 45             | —              |                  | Razve ty lyubil        |
| 2015                                                 | "Без тебя"                                | 50             | —              | —              | —              | —              |                  | Razve ty lyubil        |
| 2015                                                 | "Don't Give Up" (feat. Kirill Slepukha)   | 49             | —              | —              | —              | —              |                  | 未収録                 |
| 2015                                                 | "Осенняя любовь"                          | —              | —              | —              | 7              | —              |                  | Razve ty lyubil        |
| 2015                                                 | "Уходи по-английски" (with Grigory Leps)  | —              | —              | —              | 62             | —              |                  | Razve ty lyubil        |
| 2016                                                 | "Удержи моё сердце"                       | 13             | —              | —              | 57             | —              |                  | Razve ty lyubil        |
| 2016                                                 | "Я не могу сказать" (with Emin)           | —              | —              | —              | —              | —              |                  | Prosti, moya lyubov    |
| 2016                                                 | "Разве ты любил"                          | —              | —              | —              | 58             | —              |                  | Razve ty lyubil        |
| 2017                                                 | "Сопрано" (with Mot)                      | 31             | —              | —              | 21             | —              |                  | Dobraya muzyka klavish |
| 2017                                                 | "Новый бывший"                            | 48             | —              | —              | 37             | —              |                  | 未収録                 |
| 2017                                                 | "Проститься" (with Emin)                  | —              | —              | —              | —              | —              |                  | Prosti, moya lyubov    |
| 2018                                                 | "Сумасшедшая"                             | —              | —              | —              | 27             | —              |                  | 未収録                 |
| 2018                                                 | "Сон"                                     | 38             | —              | —              | 48             | —              |                  | Za mechtoy             |
| 2019                                                 | "Я тебя ждала"                            | 32             | —              | —              | 64             | —              |                  | Za mechtoy             |
| 2019                                                 | "Я в любви"                               | —              | —              | —              | —              | —              |                  | Za mechtoy             |
| 2019                                                 | "Мы нарушаем"                             | —              | —              | —              | 27             | —              |                  | Za mechtoy             |
| 2020                                                 | "Ухожу" (with Misha Marvin)               | —              | —              | —              | —              | —              |                  | 未収録                 |
| 2020                                                 | "Твоей любимой"                           | 72             | —              | —              | 39             | —              |                  | 未収録                 |
| 2020                                                 | "Страдаем и любим"                        | 70             | —              | —              | 35             | —              |                  | Ya zhiva               |
| 2021                                                 | "Наполовину"                              | 70             | —              | —              | 48             | —              |                  | Ya zhiva               |
| 2021                                                 | "Раздетая"                                | 67             | —              | —              | —              | —              |                  | Ya zhiva               |
| 2021                                                 | "Не отпускай" (with Sergey Lazarev)       | —              | —              | —              | —              | —              |                  | 未収録                 |
| 2021                                                 | "Бачила"                                  | —              | —              | —              | —              | —              |                  | Ya zhiva               |
| 2021                                                 | "Он"                                      | —              | —              | —              | —              | —              |                  | Ya zhiva               |
| 2021                                                 | "Не отпускай меня"                        | —              | —              | —              | —              | —              |                  | Ya zhiva               |
| 2022                                                 | "Лабиринт"                                | —              | —              | —              | 68             | —              |                  | Остров                 |
| 2023                                                 | "Обратный отсчет"                         | —              | —              | —              | —              | —              |                  | Остров                 |
| 2023                                                 | "Рядом, но не вместе"                     | —              | —              | —              | 23             | —              |                  | Остров                 |
| "—" はチャートに載らなかったか、その地域で未リリース |                                           |                |                |                |                |                |                  |                        |

### プロモーション・シングル
| Year                                                 | タイトル            | 最高位 | 最高位 | アルバム         |
| Year                                                 | タイトル            | GRE    | SWE    | アルバム         |
| ---------------------------------------------------- | ------------------- | ------ | ------ | ---------------- |
| 2000                                                 | "Ангел мрій моїх"   | —      | —      | www.anilorak.com |
| 2008                                                 | "Shady Lady"        | 2      | 57     | Solntse          |
| 2009                                                 | "Солнце"            | —      | —      | Solntse          |
| 2010                                                 | "Нежность рассвета" | —      | —      | 未収録           |
| "—" はチャートに載らなかったか、その地域で未リリース |                     |        |        |                  |

## 受賞歴
英語版を参照